# 1904 w nauce

## Urodzili się
- 17 lutego:
  - Czesław Bobrowski, polski ekonomista i polityk, członek PPS i PZPR (zm. 1996)
  - Józef Chałasiński, polski socjolog, rektor Uniwersytetu Łódzkiego (zm. 1979)
- 4 marca – George Gamow, fizyk amerykański pochodzenia ukraińskiego (zm. 1968)
- 20 marca – Burrhus Frederic Skinner, amerykański psycholog (zm. 1990)
- 22 kwietnia – Jacob Robert Oppenheimer, amerykański fizyk jądrowy, twórca pierwszej bomby atomowej (zm. 1967)
- 10 maja – Bogusław Bobrański, chemik i farmaceuta. Trzeci rektor Akademii Medycznej we Wrocławiu (zm. 1991)
- 5 lipca – Ernst Mayr, ornitolog i ewolucjonista amerykański pochodzenia niemieckiego (zm. 2005)
- 27 lipca – Oskar Lange, polski ekonomista (zm. 1965)
- 28 lipca – Pawieł Czerenkow (ros. Павел Алексеевич Черенков), rosyjski fizyk, laureat Nagrody Nobla (zm. 1990)
- 29 sierpnia – Werner Forßmann, niemiecki lekarz, laureat Nagrody Nobla w 1956 (zm. 1979)
- 22 listopada – Louis Néel, francuski fizyk, laureat Nagrody Nobla w roku 1970 (zm. 2000)

## Zmarli
- 24 kwietnia – Władysław Folkierski, polski matematyk, inżynier budowlany, uczestnik powstania styczniowego oraz profesor uniwersytetu w Limie w Peru (zm. 1841)
- 10 maja – Henry Morton Stanley, brytyjski podróżnik, badacz Afryki (ur. 1841)
- 6 lipca – Witold Zglenicki, polski geolog, hutnik, nafciarz, filantrop (ur. 1850)
- 5 listopada – Karol Brzozowski, polski inżynier, poeta, powstaniec styczniowy (ur. 1821)

## Nauki przyrodnicze i ścisłe

### Astronomia
- odkrycie Himalii, księżyca Jowisza

### Matematyka
- sformułowanie hipotezy Poincarégo, która zweryfikowana została w roku 2006

## Technika
- wynalezienie diody próżniowej przez A. Fleminga

## Nagrody Nobla
- Fizyka – John Strutt, 3. baron Rayleigh
- Chemia – William Ramsay
- Medycyna – Iwan Pawłow